# Вестерн блот
Вестерн блот је техника која која се користи у молекуларној биологији за детекцију одређеног протеина у различитим узорцима. Ова техника пружа и могућност одређивања нивоа експресије одређених протеина у различитим ткивним или ћелијским лизатима. Детекција протеина се заснива на раздвајању протеина на основу молекулске масе(електрофорезом) и специфичној интеракцији антиген - антитело (зато се назива и имуноблотом). Антитело, које специфично препознаје одређене аминокиселинске секвенце (епитопе) одређеног протеина и везује се за њих, има за себе коњугован ензим који омогућава визуелизацију сигнала. На основу анализе јачине добијеног сигнала добијамо број који показује ниво експресије одређеног протеина у различитим узорцима. Ова метода откривена је 1979. године и од тада се рутински користи у молекуларно биолошким истраживањима.

## Припрема узорака
Узорак за Вестерн блот чини комплексна смеша протеина издвојених из ћелије (лизат) . Употребом диференцијалног центрифугирања могу се раздвојити нуклеусни, цитоплазматски и целокупни ћелијски лизат. Екстраховање протеина из ћелије се врши механичким уситњавањем ткива (хомогенизацијом) у присуству различитих пуфера који поспешују ослобађање протеина из ћелије. Након центрифугирања у супернатанту се налази комплексна смеша протеина (лизат), док се у талогу налазе остаци неуситњених компоненти ћелија. Ради спречавња деградације протеина током процеса изоловања у пуфер за изоловање се додају додају инхибитори протеаза присутних у узорку и узорци се процесуирају на леду (4 °C).
Како се епитоп за везивање антитела обично налази унутар 3D конформације протеина потребно је денатурисати протеине како би се антителу омогућио приступ. За денатурацију протеина се користи најчешће пуфер који садржи СДС, ДТТ, бета-меркаптоетанол, глицерол и узорци се инкубирају на 95 °C (топлотна денатурација).

## Електрофореза на гелу
Електрофореза се користи за раздвајање протеина из узорка по молекулској маси на гелу. За електрофорезу се најчешће користи СДС полиакриламидни гел као подлога. СДС униформише наелектрисања протеина из узорка тако да се кретање дуж гела врши само на основу молекулске масе. Протеини мање молекулске масе ће се кретати брже кроз гел, док ће протеини веће молекулске масе кретати спорије. Кретање протеина дуж гела се заснива на привлачењу протеина који носе негативно наелекрисање (које им даје СДС) ка аноди (+) под утицајем струје. Полимеризација акриламида се врши додавањем амонијумперсулфата у присуству тетраметилендиамида (ТЕМЕД), заједно са димером акриламида (N,N-метилен бисакриламид). Од количине бисакриламида зависи степен повезивања акриламидних ланаца, а тиме и величина пора. За боље раздвајање протеина веће молекулске масе потребно је да поре буду веће, док су за раздвајање протеина мање масе потребне мање поре, тј. већа количина бисакриламида који ће омогућити бољу полимеризацију.

## Трансфер протеина на мембрану
Након електрофорезе неопходно је извршити трансфер протеина са гала на ПВФД(поливинилденфлуорид) или нитроцелулозну мембрану да би се омогућило специфично везивање антитела. Мембрана се поставља према аноди (+) док се према гелу поставља катода (-). Под утицајем електричног поља негативно наелектрисани протеини се крећу према аноди и прелазе на мембрану одржавајући положај који су имали на гелу. Након преноса протеина на мембрану неопходно је проверити квалитет преноса. Провера се врши бојењем мембране Пончо С бојом.

## Блокирање неспецифичног везивања антиттела на мембрану
Да би се спречило неспецифично везивање антитела потребно је блокирати мембрану. Блокирање подразумева инкубирање мембране у млеку (5%), или раствору албумина из серума говечета (5%). Након блокирања, мембрану је неопходно испрати. Прањем се уклањају невезани и слабо везани протеини.

## Инкубација мембране примарним и секундарним антителима
Идентификација протеина се заснива на његовој специфичној интеракцији са антителом. Антитело се специфично везује само за протеин од интереса. Остатак невезаних антитела се испира. Затим се мембрана инкубира секундарним антителом које за себе има коњугован ензим. Секундарно антитело препознаје везано примарно антитело и везује се за њега. Зато је неопходно да примарно и секундарно антитело буду из истог домаћина. Секундарно антитело је коњуговано са ензимом: пероксидазом изолованом из рена - (ХРП) или алкалном фосфатазом (АП).

## Детекција сигнала
У зависности од тога како је секундарно антитело обележено детекција сигнала може бити радиоактивна, флуоресцентна, хемилуминисцентна. Хемилуминисцентна метода детекције подразумева визуелизацију хемилуминисценције која настаје као резултат реакције супстрата са ензимом коњугованим са антителом. Најчешћа подлога за снимање светлосног сигнала је X- ray филм. X-ray филм се поставља директно на мембрану након реакције изазване ензимом везаним за секундарно антитело. Добијена слика се дезинтометријски скенира и у посебном програму се анализира сигнал. Интензитет специфичног сигнала је у корелацији са нивоом експресије одређеног протеина у датом узорку. Да бисмо били сигурни да добијени сигнал заиста представљају ниво експресије протеина од интереса у нашим узорцима, а не последицу наливања различитих количина узорака неопходно је урадити поређење детектоване експресије са резултатима ендогене контроле. Ендогену контролу чини неки од структурних протеина чија експресија је у свим узорцима скоро идентична (тубулин, актин, GAPDH...).
Уколико је ниво експресије протеина ендогене контроле исти у свим узорцима онда се може претпоставити да детектовани сигнал заиста представља ниво експресије датог протеина. Уколико није, потребно је прво нормализовати експресију протеина са експресијом ендогене контроле.